# Ricardo Joaquín Durand
Ricardo Joaquín Durand (Salta, 8 de abril de 1916 - 3 de julio de 1982) fue un abogado y político argentino, que ejerció como gobernador de la Provincia de Salta entre los años 1952 y 1955, durante la segunda presidencia de Juan Domingo Perón.

## Biografía
Afiliado a la Unión Cívica Radical desde su juventud, adhirió a las posturas del gobierno de la Revolución de 1943, formando parte del grupo fundador de la Unión Cívica Radical Junta Renovadora junto a su padre a fines de 1945. Meses después formó parte del Partido Laborista, que apoyó la elección de Juan Domingo Perón como presidente. En las elecciones de 1946 fue elegido diputado provincial, mientras que su padre, Alberto Durand, resultó elegido senador nacional.
Posteriormente fue elegido intendente municipal de la localidad de Rosario de Lerma. En 1950 fue elegido senador provincial, pero renunció a asumir por haber sido nombrado Ministro de Economía de la provincia, durante el mandato de Oscar Héctor Costas; ejerció ese cargo también durante el mandato de su sucesor, Carlos Xamena.

### Primera gobernación
En las elecciones de 1952 fue elegido gobernador por el Partido Peronista, asumiendo el mando el 4 de junio de ese año. Su mandato estuvo signado por la adhesión incondicional a la dirigencia del presidente Perón, y las restricciones económicas le obligaron a limitar sus ambiciones en obras públicas y obra social. No obstante, alcanzó a hacer un gobierno activo, extendiendo la red caminera y mejorando las comunicaciones con Chile.
Tras el Golpe de Estado que instaló la dictadura militar autodenominada Revolución Libertadora fue reemplazado por decreto por el jefe accidental de la V División de Ejército, teniente coronel Arnaldo Pfister.

### Segunda gobernación
En 1963, prohibido aún el peronismo para toda actuación política, organizó el Movimiento Popular Salteño, un grupo neoperonista, al frente del cual se presentó a las elecciones para gobernador. El recuerdo de su período de gobierno, su capacidad oratoria y su prestigio personal —sumados a la tradición del peronismo local— le permitieron resultar electo, asumiendo el mando en octubre de ese año.
Su segundo gobierno fue de una actividad notable, destacándose la gran cantidad de obras públicas que inició, lo que le valió el apodo de "gobernador hornero", por la típica ave nacional argentina, que construye su casa de adobe. Extendió la red vial, edificó y amplió gran candidad de escuelas y construyó una importante cantidad de viviendas, con la intención de solucionar los problemas habitacionales en todas las localidades de la provincia. Continuó sus esfuerzos por facilitar las comunicaciones con Chile, por lo que fue condecorado por el presidente de ese país, Jorge Alessandri, con la “Orden al Mérito”. También inició reformas sociales y garantizó los derechos laborales.
Derrocado por segunda vez en junio de 1966, durante el resto de su vida fue el dirigente más importante del Movimiento Popular Salteño. Falleció en Salta el 3 de julio de 1982. Su muerte significó el final de la influencia de su partido, que no pudo participar en un lugar destacado en la restauración democrática iniciada al año siguiente.